# Tomohiro Tanaka
Tomohiro Tanaka (født 10. januar 1991) er en japansk fodboldspiller, som spiller for den japanske fodboldklub Blaublitz Akita.